# Eoshallen
Eoshallen är en idrottshall i Lund som ägs och drivs av IK Eos. Hallen är byggd för basket, men fungerar även i andra sammanhang.
Eoshallen består av två fullstora basketplaner. Två ridåväggar skiljer de båda hallhalvorna åt och mellan ridåväggarna löper en korridor i vilken teleskopläktaren för ca 350 sittande åskådare är uppställd till vardags.
Korridoren gäller som passage för att nå de bortre kvadraterna när de tvärgående ridåväggarna är nedfällda. Hallens två halvor kan bli fyra kvadrater på vardera 375 kvadratmeter.
Samtliga ridåväggar kan också hissas upp och då får man en fri yta på ca 1500 kvadratmeter. Med fyra kvadrater kan hallen täcka fyra olika aktiviteter samtidigt.